# Calanthe stevensiana
Calanthe vestita là một loài thực vật có hoa trong họ Lan. Loài này được Regnier ex Rchb.f. mô tả khoa học đầu tiên năm 1883.